# Белое Озеро (Саратовская область)
Бе́лое О́зеро — село в Лысогорском районе Саратовской области России. Входит в состав Большекопенского муниципального образования. Основано в 1744 году.

## География
Село находится в южной части Саратовского Правобережья, в степной зоне, к востоку от реки Медведица, на расстоянии примерно 33 км (по прямой) к юго-востоку от посёлка городского типа Лысые Горы, административного центра района. Абсолютная высота — 124 м над уровнем моря.
Климат
Климат характеризуется как умеренно континентальный с холодной малоснежной зимой и сухим жарким летом. Среднегодовая температура воздуха — 4,1 — 4,5 °C. Средняя многолетняя температура самого холодного месяца (января) составляет −12,6 — −12,1 °С (абсолютный минимум — −41 °С), температура самого тёплого (июля) — 20,8 — 21,4 °С (абсолютный максимум — 40 °С). Среднегодовое количество атмосферных осадков — 375—450 мм, из которых большая часть (200—260 мм) выпадает в тёплый период. Снежный покров держится в среднем 142 дня в году.
Часовой пояс
Село Белое Озеро, как и вся Саратовская область, находится в часовой зоне МСК+1. Смещение применяемого времени относительно UTC составляет +4:00.

## Население
| 2002 | 2010 |
| ---- | ---- |
| 154  | ↘125 |

Половой состав
По данным Всероссийской переписи населения 2010 года, в половой структуре населения мужчины составляли 46,4 %, женщины — соответственно 53,6 %.
Национальный состав
Согласно результатам переписи 2002 года, в национальной структуре населения русские составляли 92 % из 154 чел.

## Палеонтология
В 2022 году в окрестностях села в отложениях позднего мелового периода (кампанский ярус, формация Рыбушка) обнаружены кости черепах, некоторые из которых определены как принадлежащие виду Protostega gigas. Это первая находка данного вида за пределами Северной Америки. Судя по длине костей (самый длинный череп — 60 см, самая длинная плечевая кость — 35 см), эти особи соотносятся в размерах с североамериканскими сородичами длиной более 2 м.